# Eduard Punset
Eduard (Eduardo) Punset i Casals (ur. 20 listopada 1936 w Barcelonie, zm. 22 maja 2019 tamże) – hiszpański i kataloński polityk, ekonomista oraz nauczyciel akademicki, minister, parlamentarzysta krajowy, poseł do Parlamentu Europejskiego II i III kadencji.

## Życiorys
Absolwent prawa na Uniwersytecie Complutense w Madrycie i ekonomii w London School of Economics. W latach 50. związał się z nielegalną wówczas partią komunistyczną. Z powodów politycznych zdecydował się emigrację, przez kilkanaście lat mieszkał m.in. we Francji, Wielkiej Brytanii i Szwajcarii. Pracował jako wydawca w BBC i dyrektor ekonomiczny w tygodniku „The Economist”. Od 1969 zatrudniony w Międzynarodowym Funduszu Walutowym, zajmował się negocjowaniem kredytów udzielanych przez tę instytucję państwom karaibskim. W Hiszpanii był natomiast m.in. zastępcą dyrektora finansowego w przewoźniku kolejowym RENFE.
Od 1973 pełnił funkcję zastępcy dyrektora generalnego Banco Hispano Americano. W 1977 powołany na sekretarza generalnego ministerstwa przemysłu i energii. Pod koniec lat 70. zajmował stanowisko ministra finansów i gospodarki w Generalitat de Catalunya, regionalnym rządzie Katalonii. Dołączył do Unii Demokratycznego Centrum, w latach 1980–1981 jako minister bez teki w gabinecie Adolfa Suáreza odpowiadał za relacje ze Wspólnotami Europejskimi. Od 1982 do 1983 zasiadał w Kongresie Deputowanych II kadencji z ramienia Konwergencji i Unii.
Odszedł z parlamentu, powracając do sektora prywatnego. Zajmował się również działalnością naukową m.in. jako profesor ESADE, IE Business School i Universidad Ramon Llull, specjalizując się w nowych technologiach. W latach 1987–1994 sprawował mandat eurodeputowanego II i III kadencji z ramienia Centrum Demokratycznego i Społecznego.
Autor licznych publikacji naukowych głównie z dziedziny ekonomii, a także współpracownik hiszpańskich mediów, m.in. prowadził program popularnonaukowy Redes w Televisión Española. Był prezesem przedsiębiorstwa Smartplanet z branży producenckiej, a także członkiem zarządu sieci hoteli Sol Meliá.
Ojciec polityk Caroliny Punset.